# 藤井清七 (5代目)
5代目 藤井 清七（ごだいめ ふじい せいしち、1863年9月7日（文久3年7月25日）- 1945年（昭和20年）2月1日）は、愛知県出身の実業家・政治家。藤井 清太郎（ふじい せいたろう）。刈谷町長。

## 経歴
1863年（文久3年）7月25日、愛知県碧海郡刈谷町大字小山（現在の刈谷市）に生まれた。1905年（明治38年）には長男の嘉郎（後の6代目藤井清七）が生まれている。
1913年（大正3年）には医師の宍戸俊治とともに、村上忠順が収集した村上文庫の蔵書の大部分を私費で購入し、図書閲覧室と書庫を建築したうえで蔵書とともに刈谷町に寄贈した。1915年（大正4年）11月23日に図書館の開館が愛知県から認可され、寄贈された村上文庫や建物を基にして刈谷町立刈谷図書館（現・刈谷市中央図書館）が創立された。
碧海貯蓄銀行および碧海銀行の監査役を務め、藤井殖産合名会社の代表社員でもあった。1919年（大正8年）から1921年（大正10年）には刈谷町長を務め、刈谷町長時代には刈谷中学校（現在の愛知県立刈谷高等学校）と刈谷高等女学校（現在の愛知県立刈谷北高等学校）の設立に尽力した。
1945年（昭和20年）2月1日に死去した。83歳。

## 家族
- 妻：さた子 - 岡本昇平の娘[1]。海軍主計大佐の岡本堤太郎の姉[1]。
- 長男：6代目藤井清七（藤井嘉郎） - 1905年（明治38年）1月13日生[4]。岡崎中学校（現在の愛知県立岡崎高等学校）を卒業して小学校の教員となる[1][4]。愛知県会議員[4]。大興運輸社長[4]。刈谷通運社長[4]。刈谷市商工会議所副会頭[4]。刈谷市ロータリークラブ副会長[4]。1992年（平成4年）3月28日没[5]。
- 長女：りゅう子 - 知多郡の原田徳右衛門の妻[1]。
- 次女：ふさ子 - 岡崎市会議長で海軍中佐の高木嘉蔵の妻[1]。
- 三女：千鶴子 - 野中某の妻[1]。

## 関連人物
- 3代目藤井清七（藤井嘉七） - 1878年（明治11年）11月26日没[6]。
- 4代目藤井清七（藤井嘉平） - 1863年（文久3年）生[6]。刈谷町屈指の資産家。1900年（明治33年）11月15日没[6]。